# IC 1072
IC 1072 ist eine elliptische Galaxie vom Hubble-Typ E im Sternbild Virgo am Nordsternhimmel und ist schätzungsweise 466 Millionen Lichtjahre von der Milchstraße entfernt.
Entdeckt wurde das Objekt am 18. Mai 1892 von Stéphane Javelle.